# Santa Bárbara (tỉnh)
Santa Bárbara là một trong 18 tỉnh (departamentos) của Honduras, giáp biên giới với tỉnh Izabal của Guatemala.
Tỉnh lỵ là Santa Bárbara.
Tỉnh này có diện tích 5.115 km², dân số năm ước khoảng 368.298 người.

## Các đô thị
1. Arada
2. Atima
3. Azacualpa
4. Ceguaca
5. Chinda
6. Concepción del Norte
7. Concepción del Sur
8. El Nispero
9. Gualala
10. Ilama
11. Las Vegas
12. Macuelizo
13. Naranjito
14. Nueva Frontera
15. Nuevo Celilac
16. Petoa
17. Protección
18. Quimistán
19. San Francisco de Ojuera
20. San José de Colinas
21. San Luis
22. San Marcos
23. San Nicolás
24. San Pedro Zacapa
25. Santa Bárbara
26. Santa Rita
27. San Vicente Centenario
28. Trinidad